# Chilia des rochers
Ochetorhynchus melanurus
Espèce
Statut de conservation UICN

 LC  : Préoccupation mineure
Le Chilia des rochers (Ochetorhynchus melanurus anciennement Chilia melanura) est une espèce de passereaux de la famille des Furnariidae.

## Répartition
Il est endémique du Chili. Son substantif normalisé est tiré du nom de son ancien genre monotypique.